# Clara de Vries
Clara Johanna Suzanna de Vries (Schoonhoven, 31 december 1915 – Auschwitz, 22 oktober 1942) was een Nederlandse jazztrompettiste en bandleider. Damesjazzorkesten waren in die tijd in Europa een noviteit.

## Biografie
Clara de Vries was het vierde kind uit een muzikaal gezin. Haar vader was amateurtrompettist, gaf muzieklessen en leidde het Harmoniecorps in Rhoon. Twee van haar broers speelden ook trompet in bands, en een van hen, Louis, gaf haar trompetlessen; broer Jack de Vries zou samen met Louis de basis vormen van The Ramblers. Op 20 mei 1936 trouwde De Vries met Willy Schobben uit Limburg, die eveneens trompettist was.

## Carrière
De Vries begon met trompetspelen in het Harmoniecorps in Rhoon. Op zestienjarige leeftijd werd ze opgenomen in het Blue Jazz Ladies-orkest van Leo Selinsky, dat door Europa reisde. Vervolgens sloot zij zich aan bij de Shirmann Jazz Girls. Samen met haar vriendin Annie van 't Zelfde speelde zij in diverse orkesten. Bij de Shirmann Jazz Girls raakten zij ervan overtuigd dat ze voor zichzelf konden beginnen en dat deden ze. Op 1 augustus 1935 debuteerden zij in Den Haag met hun eigen orkest, Clara de Vries and her Jazz-ladies. Het orkest bestond uit 12 tot 14 leden en trad op in Bern, Zürich, Barcelona, Praag, Berlijn, Leipzig en heel Duitsland. Ook speelde De Vries geregeld in het orkest van een broer: Jack de Vries' Internationals. In 1935 waren traden zij regelmatig op bij radio-uitzendingen van de VARA. Ze trouwde in 1936 met Willy Schobben, een jazztrompettist uit Maastricht. In 1938 startte De Vries met een nieuw orkest, The Rosian Ladies.
Ten tijde van de Duitse bezetting werd het voor De Vries, die joods was, steeds moeilijker om op te treden. Aanvankelijk speelde ze veel met Plus Fours, voornamelijk in de provincie Groningen. Daarna was een artiestenbestaan voor joden min of meer onmogelijk. Dit bleek ook tijdens haar optreden op 9 februari 1941 in het Amsterdamse café-cabaret Alcazar op het Thorbeckeplein, buiten de Joodse wijk. NSB'ers en Duitse militairen drongen binnen omdat ze hadden gehoord dat daar nog een joodse artieste optrad, wat leidde tot een vechtpartij met 23 gewonden. Desondanks legde zij zich daar niet bij neer en bleef optreden.
De Vries kan beschouwd worden als een uitzonderlijk goede trompettiste. Haar broer Louis, een andere trompettist, werd vaak de Nederlandse Louis Armstrong genoemd. Louis Armstrong merkte na een bezoek aan Nederland op: ‘That Louis de Vries, he had a sister Clara with a ladies-band. Oh boy, she could play that horn!’
Clara de Vries is op 15 oktober 1942 met haar ouders opgepakt en naar kamp Westerbork getransporteerd. Enkele dagen erna op 21 oktober is ze op de trein naar Auschwitz gezet en de volgende dag bij aankomst vermoord.
- Biografisch Portaal: 16954586
- International Standard Name Identifier: 0000 0000 4687 4636
- Library of Congress Control Number: no2008121965
- Système universitaire de documentation: 176141103
- Virtual International Authority File: 53968018
- WorldCat: E39PBJhd9d3RwMgDgFQFTrhrbd